# Cliente potencial
Un cliente potencial o lead es una organización o cliente que reúne las características de un cliente ideal para una empresa vendedora, pero que no ha expresado todavía interés en sus productos o servicios; consiguientemente un potencial cualificado es una organización o cliente potencial que ha expresado interés en los productos o servicios del vendedor.
Hay mucho debate en la profesión de ventas acerca de qué parámetros definen a un potencial cualificado real. La mayoría de los profesionales de la venta aplican su propio conjunto de criterios para determinar si un potencial puede calificarse como cualificado.
En términos generales, los profesionales de la venta necesitan conocer un conjunto de datos del cliente para determinar si el potencial llegará a ser cualificado. Estas variables pueden incluir: necesidades del negocio, autorización para tramitar un negocio (financiero u operacional), dinero o presupuesto y un comprador económico o dicho de otro modo, aquel que se beneficiaría más (o perdería más) si el producto o servicio llegara a ser adquirido (o no).
Los criterios de cualificación más antiguos y ampliamente utilizados son los conocido por su siglas en inglés como BANT (Presupuesto, Autoridad, Necesidad, Tiempo). Desarrollados por IBM en los años 1950, este método ha calado entre los profesionales porque es fácil de recordar y aporta una forma sencilla de enseñar a los nuevos vendedores la técnica de ventas.
Otro sujeto en el proceso de compra se conoce normalmente como influencer o saboteador, alguien que a pesar de no ser una autoridad financiera u operativa, ejerce un  significativo nivel de control o de aprovechamiento interno en el proceso de compra.
Se llama prospección de ventas al proceso encaminado a conseguir un cliente potencial. Se trata de la primera fase del proceso de ventas. Después de este paso, se inicia la cualificación de clientes potenciales, el seguimiento y la actividad de ventas.